# Singapore Open 1992
Il Singapore Open 1992 è stato un torneo di tennis maschile giocato sul sintetico indoor. È stata la 4ª edizione maschile del Singapore Open che fa parte della categoria World Series nell'ambito dell'ATP Tour 1992. Si è giocato a Singapore dal 30 marzo al 5 aprile 1992.

## Campioni

### Singolare
Simon Youl ha battuto in finale  Paul Haarhuis con il punteggio di 6–4, 6–1

### Doppio
Todd Woodbridge /  Mark Woodforde hanno battuto in finale  Grant Connell /  Glenn Michibata con il punteggio di 6–7, 6–2, 6–4